# Steinway Musical Instruments
Steinway Musical Instruments, Inc. ist eine Dachgesellschaft von Musikinstrumentenherstellern.
In der Folge von Zukäufen und Firmenverschmelzungen erwarb das Unternehmen eine Vielzahl von Musikinstrumenten-Marken und -Fertigungsstätten. Ihm gehören nunmehr Fertiger von Flügeln, Klavieren, Blasinstrumenten, Streichinstrumenten und Schlaginstrumenten an.
Die Gesellschaft verkauft ihre Produkte mittels eines weltweiten Netzwerks von Händlern an professionelle Musiker und Institutionen, Amateure, Studenten und auch an Orchester und Bildungseinrichtungen. Dies geschieht unter Dutzenden von Markennamen, z. B. Steinway & Sons Flügel und Klaviere, Bach Stradivarius Trompeten, C.G. Conn Hörner, Leblanc Klarinetten, King Posaunen, Ludwig kleine Trommeln und Selmer Paris Saxophone.
Sie beschäftigt rund 1.700 Mitarbeiter und betreibt 11 Fertigungsstätten in den Vereinigten Staaten und Europa.

## Geschichte
- Mai 1995: Selmer Industries kauft Steinway Musical Properties, die Muttergesellschaft des Klavierbauers Steinway & Sons.
- Juli 1996: Selmer Industries wird in Steinway Musical Instruments umbenannt.[9]
- August 1996: Steinway Musical Instruments führt einen IPO durch.
- Januar 1997: Ankauf von Emerson, Hersteller von Flöten.
- Dezember 1998: Ankauf von Kluge Klaviaturen, deutscher Hersteller von Klaviaturen in Remscheid.
- März 1999: Ankauf der Steinway Hall in New York City, prominente Klavierverkaufsfläche mit Konzertsaal.
- November 1999: Ankauf von The O.S. Kelly Company, Hersteller von Klavierrahmengussteilen.
- Januar 2000: Ankauf von Pianohaus Karl Lang, München, Händler u. a. von Steinway.
- September 2000: Ankauf von United Musical Instruments, Hersteller von Blechblasinstrumenten.
- Januar 2003: Verschmelzung von Selmer Company und United Musical Instruments in eine Einheit unter dem Namen Conn-Selmer.
- August 2004: Ankauf von G. Leblanc, Hersteller von Blechblasinstrumenten.
- Mai 2008: Ankauf von ArkivMusic, Online-Verkauf von Klassischer Musik.

## Produkte
Die Gesellschaft produziert Instrumente unter den folgenden Markennamen:
- Flügel und Klaviere:
  - Steinway & Sons – Klaviere und Flügel für das obere Marktsegment
  - Boston – Klaviere und Flügel für das mittlere Marktsegment
  - Essex – Klaviere und Flügel für das Einsteiger-Marktsegment

- Blechblasinstrumente:
  - Benge – Trompeten, Piccolotrompeten, Taschentrompeten
  - C.G. Conn – Hörner, Tubas, Einzel- und Doppelhörner, Flügelhörner, Sousaphone, Saxophone
  - Holton – Kornette, Hörner, Posaunen, Trompeten
  - King – Posaunen, Baritone, Euphonien, Kornette, Flügelhörner, Hörner, Mellophone, Trompeten, Tubas, Sousaphone, Saxophone
  - Martin – Trompeten, Kornette, Flügelhörner, Posaunen, Saxophone
  - Prelude – Trompeten, Marschtrompeten, Marschbaritone, Marscheuphonien, Marschmellophone, Marschtubas, Piccoloflöten, Flöten, Klarinetten, Saxophone
  - Vincent Bach – Trompeten, Kornette, Flügelhörner, Posaunen

- Holzblasinstrumente:
  - Armstrong – Flöten, Piccoloflöten
  - Artley – Klarinetten
  - Avanti – Flöten
  - Emerson – Flöten, Piccoloflöten
  - Galway Spirit Flutes – Flöten
  - Henri Selmer Paris – Saxophone, Klarinetten (nur Vertrieb)
  - Leblanc – Klarinetten
  - Noblet – Klarinetten
  - Selmer USA – Saxophone, Klarinetten, Flöten, Oboen, Fagotte
  - Vito – Klarinetten
  - Yanagisawa – Saxophone

- Streichinstrumente:
  - Glaesel – Violinen, Bratschen, Violoncelli, Kontrabässe
  - Scherl & Roth – Violinen, Bratschen, Violoncelli, Kontrabässe
  - Wm. Lewis & Son – Violinen, Bratschen, Violoncelli, Kontrabässe

- Schlagzeuge und Trommeln:
  - Ludwig-Musser

- Anderes:
  - ArkivMusic – Musikaufnahmen Klassik
  - Listen: Life with Music & Culture – Zeitschriften über Klassische Musik und Kultur
  - Steinway & Sons Label – Musiklabel[10]